# Philipp Helfmann

Philipp Helfmann

Johann Philipp Helfmann (* 7. Oktober 1843 in Kelsterbach; † 19. Oktober 1899 in Frankfurt am Main) war ein deutscher Maurermeister und Bauunternehmer.

## Leben
Der aus Kelsterbach stammende Helfmann zog 1872 von dort nach Frankfurt-Bornheim und arbeitete dort zunächst als Holzhändler, kurz darauf dann als Bauunternehmer. 1873 folgte ihm sein Bruder Balthasar Helfmann, der bis dahin als selbständiger Schlossermeister in Frankfurt am Main gearbeitet hatte. 1874 verzeichnete das Bornheimer Adressbuch erstmals die Firma „Gebrüder Helfmann“.
Zwischen den beiden Brüdern herrschte eine klare Arbeitsteilung. Philipp Helfmann konzentrierte sich mehr und mehr auf die Abwicklung der von Jahr zu Jahr an Bedeutung gewinnenden Bankgeschäfte und die Auftragsbeschaffung in seinem Tätigkeitsfeld. Balthasar Helfmann befasste sich hingegen mehr mit der Bauausführung und mit zunehmender Größe des Unternehmens mit der Überwachung.
Nach dem Tod seines Bruders Balthasar wandelte Philipp Helfmann 1896 die Bauunternehmung in die Aktiengesellschaft für Hoch- und Tiefbauten um. Nach seinem Tod 1899 wurde sein seit 1897 im Unternehmen tätiger Schwiegersohn, Hans Weidmann (1862–1948), Vorstandsvorsitzender. 1921 übernahm der Großunternehmer Hugo Stinnes die Aktienmehrheit und integrierte das Bauunternehmen in seinen komplexen Konzern. 1922 wurde deshalb der Unternehmenssitz nach Essen verlegt, 1923 wurde die Firma in Hochtief Aktiengesellschaft für Hoch- und Tiefbauten vorm. Gebrüder Helfmann geändert, später kurz Hochtief AG.
Hans Weidmann, der viele Jahre im Unternehmen arbeitete und dessen Geschichte in einer umfangreichen Chronik festhielt, beschrieb Balthasar als den Handwerker des Brüderpaars. Philipp Helfmann wird als dominant, dynamisch und weitsichtig charakterisiert. Wie sein Weidmann berichtet, war er wohl ein typischer Self-made man.
Nach Philipp Helfmann sind Straßen in Eschborn (der Helfmann-Park), Kelsterbach (die Arbeitersiedlung Helfmannstraße) und in Darmstadt benannt.

## Belege
1. ↑  siehe Hessisches Staatsarchiv Marburg (HStAMR), Best. 903 Nr. 9469, S. 232 (Digitalisat).
2. ↑  siehe Hessisches Staatsarchiv Marburg (HStAMR), Best. 903 Nr. 10530, S. 134 (Digitalisat).

| Personendaten    | Personendaten                              |
| ---------------- | ------------------------------------------ |
| NAME             | Helfmann, Philipp                          |
| KURZBESCHREIBUNG | deutscher Maurermeister und Bauunternehmer |
| GEBURTSDATUM     | 7. Oktober 1843                            |
| GEBURTSORT       | Kelsterbach                                |
| STERBEDATUM      | 19. Oktober 1899                           |
| STERBEORT        | Frankfurt am Main                          |